# مکزیکن واتر (آریزونا)
مکزیکن واتر (به انگلیسی: Mexican Water) یک منطقهٔ مسکونی در ایالات متحده آمریکا است که در شهرستان آپاچی، آریزونا واقع شده‌است. مکزیکن واتر ۱٬۴۷۵٫۸۶ متر بالاتر از سطح دریا واقع شده‌است.